# Луговое (Сергачский район)
Луговое — село в Сергачском районе Нижегородской области. Входит в состав Камкинского сельсовета.

## География
Село располагается на левом берегу реки Пьяны.

## История
В 1965 г. Указом Президиума ВС РСФСР село Погореловка переименовано в Луговое.

## Население
| 2002 | 2010 |
| ---- | ---- |
| 179  | ↘106 |